# Aslıhan Bozatemur
Aslıhan Bozatemur (* 1982) ist eine österreichische Politikerin der Sozialdemokratischen Partei Österreichs (SPÖ). Seit dem 24. November 2020 ist sie Abgeordnete zum Wiener Landtag und Mitglied des Wiener Gemeinderates.

## Politik
Sie ist Mitglied im Stadtrechnungshofausschuss und im Ausschuss für Europäische und internationale Angelegenheiten. Vor ihrer Tätigkeit im Landtag war sie Mitglied der Bezirksvertretung im Bezirk 
Floridsdorf.